# Ambia (Indiana)
Pour les articles homonymes, voir Ambia.
Ambia est une municipalité américaine située dans le comté de Benton en Indiana.
Lors du recensement de 2010, sa population est de 239 habitants. La municipalité s'étend sur 0,15 mille carré (0,39 km2).
D'abord appelée Weaver City, la localité prend le nom d'Ambia en 1873 lorsqu'un bureau de poste y est ouvert. Elle doit probablement son nom à la fille d'Ezekiel M. Talbot, qui dessina la ville en 1875,. Selon une autre version, elle serait nommée d'après la commune d'Ambialet en France.